# Stijn Caluwé
Stijn Caluwé (Brasschaat, 29 januari 1996) is een Belgisch voormalig veldrijder.

## Carrière
Caluwé was een succesvol jeugdveldrijder en was een aantal jaren prof bij Corendon-Circus maar kon nooit doorbreken. In 2011 werd hij Belgisch kampioen bij de eerstejaars nieuwelingen. In 2018 behaalde hij een bronzen medaille op het Belgisch Kampioenschap voor beloften. Hij reed sporadisch ook een aantal wedstrijden bij de profs op de weg, zo nam hij onder andere deel aan Dwars door het Hageland, Ronde van Limburg, Ronde van België en de Omloop der Vlaamse Gewesten. In 2018 kondigde hij zijn afscheid aan. Hij reed in 2019 nog twee veldritten bij de elite in Zweden.
In 2022 maakte hij kort een comeback bij Van den Plas - HePa Cycling Team.

## Erelijst
| Categorie    | Seizoen   | Wereldbeker | Superprestige | Trofee | WK | EK  | BK  | Overige | Totaal aantal zeges |
| ------------ | --------- | ----------- | ------------- | ------ | -- | --- | --- | --- | ------------------- |
| Nieuwelingen | 2010-2011 |             |               |        |    |     | ↑   | Koningshooikt, Fort 6 Cross, Patattencross, Lichtaart, Gooik, Eikse Amer, Hoboken                                                                                 | 8                   |
| Nieuwelingen | 2011-2012 |             |               |        |    |     |     | Kessel, Wiekevorst, Koningshooikt, Hoboken, Ruddervoorde, Zwijndrecht, Fort 6 Cross, Hotondcross/GP Mario De Clercq, Vorselaar, GP Rouwmoer, Kleicross, Kasterlee | 12                  |
| Junioren     | 2012-2013 |             |               |        |    | 23e | 13e | Rucphen | 1                   |
| Junioren     | 2013-2014 |             |               |        |    | 9e  | 4e  | | 0                   |
| Beloften     | 2014-2015 |             |               |        |    |     | 16e | | 0                   |
| Beloften     | 2015-2016 |             |               |        |    |     | 8e  | | 0                   |
| Beloften     | 2016-2017 |             |               |        |    |     | 18e | | 0                   |
| Beloften     | 2017-2018 |             |               |        |    |     | ↑   | | 0                   |
| Elite        | 2018-2019 |             |               |        |    |     |     | | 0                   |
| Elite        | 2019-2020 |             |               |        |    |     |     | | 0                   |

Baestaens · Boroš · Bosmans · Caluwé · Hoeyberghs · Petruš · Ťoupalík · D. van der Poel · M. van der Poel · Walsleben · Wouters
Baestaens · Boroš · Bosmans · Caluwé · Dekker · Hoeyberghs · Jaspers · Ťoupalík · D. van der Poel · M. van der Poel · Walsleben
Bosmans · Caluwé · Cant · Dekker · Hoeyberghs · Meeusen · Meisen · Ťoupalík · Turner · Vandebosch · D. van der Poel · M. van der Poel · Vermeersch · Walsleben
Caluwé · Dekker · del Carmen Alvarado · Meeusen · Meisen · Rouiller · Ťoupalík · Turner · Vandebosch · Vandeputte · D. van der Poel · M. van der Poel · Vermeersch